# Fertigungsstufe
Die Fertigungsstufe (oder Produktionsstufe) ist im Produktionsprozess ein verfahrenstechnisch in sich abgeschlossener Ablaufabschnitt während der Produktion, dem weitere Ablauffolgen bis zur Herstellung des Endproduktes folgen müssen.

## Allgemeines
In Unternehmen mit hoher Fertigungstiefe sind meist mehrere Fertigungsstufen vorhanden. Den Ablaufabschnitt der Fertigung zwischen zwei Fertigungsebenen nennt man Fertigungsstufe, wobei Fertigungsebenen die nach Fertigungsablaufgesichtspunkten festgelegten Ebenen einer Produktionsstruktur sind. Üblicherweise können mehrere aufeinander folgende Arbeitsgänge in einer Fertigungsstufe zusammengefasst werden. Dabei ist es Aufgabe der Fertigungssteuerung, eine sehr detaillierte Abstufung unter Berücksichtigung technischer Abhängigkeiten vorzunehmen.
Wolfgang Kilger definierte die Entstehung marktreifer Vor- oder Zwischenprodukte als Trennlinie zwischen zwei Fertigungsstufen. Weitere Voraussetzung ist, dass die Arbeitsgänge einer einheitlichen Fertigungsstufe nicht durch Zwischenlagerung unterbrochen werden. Die Annahme einer einstufigen Fertigung wird im Rahmen der Arbeitsteilung als wirklichkeitsfremd angesehen.

## Betriebswirtschaftslehre
Je nach Fertigungsstufen können die Sachleistungsunternehmen und ihre Produkte wie folgt eingeteilt werden:
| Betriebsform                       | Fertigungsstufe        | Produktzustand                         | Beispiel       |
| ---------------------------------- | ---------------------- | -------------------------------------- | -------------- |
| Urproduktion Gewinnungsunternehmen | erste Fertigungsstufe  | Urprodukte: Grundstoffe, Naturprodukte | Eisenerz       |
| Aufbereitungsunternehmen           | zweite Fertigungsstufe | Zwischenprodukte                       | Stahl          |
| Verarbeitungsunternehmen           | dritte Fertigungsstufe | Endprodukte                            | Kraftfahrzeuge |

In der ersten Fertigungsstufe wird Eisenerz im Bergbau gewonnen, in der zweiten Stufe zu Stahl weiterverarbeitet und in der dritten Fertigungsstufe für die Produktion von Kraftfahrzeugen verwendet. Der Produktionszustand ergibt sich aus volkswirtschaftlicher Sichtweise. Aus betrieblicher Perspektive sind das Eisenerz oder der Stahl für die jeweiligen Hersteller ebenfalls Endprodukte. 
Beispiel Bauwesen
Im Bauwesen sind die verschiedenen Fertigungsstufen für jedermann optisch erkennbar. Auf einer Baustelle gibt es beispielsweise im Bauablauf die Baustelleneinrichtung, danach folgen der Aushub der Baugrube, Rohbauarbeiten bis zur Fertigstellung des Rohbaus, Fenstereinbau, Innenausbau, Haustechnik, Innenputz, Estrichverlegung und Fliesenarbeiten als wichtige Fertigungsstufen, die einander bedingen. Es handelt sich im Wesentlichen um eine mehrere Fertigungsstufen umfassende Fließfertigung, wie sie modifiziert auch in anderen Wirtschaftszweigen vorkommt.

## Dispositionsstufen
Die Dispositions- oder Bedarfsermittlungsstufe (englisch low-level-code) ist die tiefste Fertigungsstufe, in der ein Teil in einer Erzeugnisstruktur verwendet wird. Mit Hilfe der Dispositionsstufe werden bei der Bedarfsermittlung Sekundärbedarfe, Bedarfstermine und Losgrößen ermittelt.
Die Fertigungsstufen repräsentieren den fertigungstechnischen Arbeitsablauf bis zum Endprodukt. Kommen dieselben Materialien in verschiedenen Fertigungsstufen vor, entsteht durch mehrmaligen Abgleich ein erhöhter Arbeitsaufwand, so dass die Materialbedarfsplanung entsprechend der Dispositionsstufen erfolgen kann. Beim Dispositionsstufen-Verfahren erhält jedes Vorprodukt, jede Baugruppe, jedes Fertigungsmaterial und jedes Zwischenprodukt eine Dispositionsstufe zugeteilt, deren Nummer identisch ist mit der Nummer der niedrigsten Fertigungsstufe, in der dieses Dispositionsobjekt verwendet wird. Gleiche Teile oder Baugruppen werden bei der Ermittlung der Dispositionsstufe auf die tiefste Fertigungsstufe heruntergezogen.
Bei der Produktionsplanung und -steuerung wird die Dispositionsstufe gewöhnlich während der Verwaltung der Strukturstückliste ermittelt.

## Beispiel
Die nachfolgende Abbildung gibt die Erzeugnisstruktur des Produkts A, das aus den Teilen B, C und D gefertigt wird, wieder.

Beispiel für Dispositionsstufe

### Fertigungsstufe
- Das Erzeugnis A hat im Bild oben die Fertigungsstufe 0.
- A besteht aus (wird zusammengebaut aus) B und C. B und C haben die Fertigungsstufe 1.
- B wiederum besteht aus D und – noch einmal – C. D und dieses C haben die Fertigungsstufe 2.

### Dispositionsstufe
- A hat wiederum die Dispositionsstufe 0
- B hat die Dispositionsstufe 1. C jedoch hat, weil es eine Ebene tiefer noch einmal benötigt wird, nicht die Dispositionsstufe 1, sondern die Dispositionsstufe 2.
- D hat die Stufe der tiefsten Dispositionsstufe, nämlich 2.

## Wirtschaftliche Aspekte
Beim Produktionsprozess ist idealerweise der mengenmäßige Input (Betriebsmittel und insbesondere Werkstoffe) der einzelnen Fertigungsstufen identisch mit dem mengenmäßigen Output (Endprodukte). Ist er nicht identisch (Ausschuss, Schwund, Diebstahl), kann die additive Divisionskalkulation nicht angewandt werden, stattdessen ist die kumulative erforderlich. Ergebnis dieser Kalkulation sind die auf einer Fertigungsstufe angefallenen Stufenkosten.
Mehrstufige Produktion bedarf einer detaillierten Ablauforganisation. Die einzelnen Fertigungsstufen erfordern eine enge Harmonisierung, so dass Engpässe in Teilbereichen zu einer Warteschlange führen. Dies ist insbesondere bei der Just-in-time-Produktion zu beachten. Je mehr Fertigungsstufen vorhanden sind, umso länger ist meist die Durchlaufzeit.

## Abgrenzung
Fertigungsstufen sind Erkenntnisobjekte der Betriebswirtschaftslehre. Unter Verarbeitungsstufen dagegen versteht man in der Volkswirtschaftslehre die der Urproduktion folgenden Produktionsprozesse in verschiedenen Betrieben, die durch Bearbeitung, Raffination, Veredelung oder Weiterverarbeitung aus Rohstoffen oder Grundstoffen marktreife Endprodukte herstellen.